# 윤일록
윤일록(尹日錄, 1992년 3월 7일 ~ )는 대한민국의 축구 선수이다. 포지션은 왼쪽 윙어, 왼쪽 측면 미드필더, 센터포워드이다. 현재 K리그1 강원 FC 소속이다.

## 유소년 경력
윤일록은 연초중학교 졸업 후, 경남 FC의 U-18 클럽인 진주고등학교에 진학하였다. 이후 2010년 진주시장배 축구대회 결승전에서 2골을 넣어 우승으로 이끄는 등 진주고등학교의 에이스로 활약하였다.

## 클럽 경력
2011 K리그 드래프트에서 경남에 우선 지명되어 프로 팀에 정식 입단하였다. 3월 13일 울산 현대와의 리그 홈경기(1:0)에서 최전방 공격수로 출전하여 프로 데뷔전을 치렀다. 4월 3일, 인천 유나이티드전에서 전반 1분 만에 프로 데뷔골을 터뜨렸고, 2-1 승리를 이끌었다. 이 경기 후 최진한 감독은 윤일록을 대표팀에도 추천하고 싶다며 칭찬하였다.
2013 시즌을 앞두고 FC 서울로 이적하였으며 서울의 AFC 챔피언스 리그 준우승에 기여하였다. 2014년 3월 26일 서울월드컵경기장에서 열린 K리그 클래식 4라운드 제주 유나이티드와의 경기서 쐐기골을 기록하여, 팀을 2-0 승리를 이끌었는데, 본인이 기록한 쐐기골은 지난 21일에 돌아가신 할아버지께서 큰 선물을 주셨다며 기뻐하였다고 한다. 2015 시즌에는 슬럼프를 겪으며 출전 기회가 줄어들기 시작했다. 2015년 8월에는 FC 포르투로부터 정식 영입제안을 받았으나 서울 구단이 이를 거절하였다. 2015 시즌 리그 20경기에 출전하여 1골 3도움을 기록하였다.
2016 시즌에는 개막 전 입은 부상으로 개막 후 약 2개월 간 출전하지 못하다가 5월 4일 산프레체 히로시마와의 AFC 챔피언스리그 경기에서 복귀전을 치렀다. 2017년 8월 19일 열린 울산 현대와의 경기에서 1골을 기록하며  30-30클럽에 가입하였다.
2018년 1월 FC 서울을 떠나 요코하마 F. 마리노스로 이적하였다.
2019 시즌을 앞두고 제주 유나이티드로 임대되었다.
2020년 1월, 요코하마 F. 마리노스와 상호 합의하에 계약을 해지하였으며 프랑스 리그앙의 몽펠리에 HSC로 입단하였다.
그 후, 몽펠리에와 1년 5개월 만에 동행을 끝낸 윤일록은 2021년 7월 15일에 울산 이적을 통해 국내로 복귀하였다.
2023 시즌 중 강원 FC로 6개월 임대 이적하였다.
2024 시즌 중에는 설영우가 세르비아 리그로 진출 이후 우측 풀백으로 포지션을 변경하였고, 울산의 리그 3연패를 이끌어냈다.
2025 시즌을 앞두고 울산을 떠나 강원으로 이적하였다.

## 국가대표팀 경력
윤일록은 나이지리아에서 열린 2009년 FIFA U-17 월드컵에 참가하였다. 그는 우루과이전에서 스루 패스로 어시스트를 하는 등 좋은 모습을 보여주었고, 대한민국은 8강에 진출하였다.
2010년 8월, 2010년 AFC U-19 챔피언십 대표로 선발되었다. 윤일록은 이 대회에서 매 경기 출전하였으나, 준결승전에서 북한에게 패배하여 결국 탈락하였다. 2011년 7월, 2011년 FIFA U-20 월드컵 대표에 선발되었다.
2013년 7월, 동아시아컵 때에 성인 국가대표팀에 처음에 선발되었다. 20일 오스트레일리아전에서 A매치 데뷔전을 치렀고 28일 일본전에서 A매치 첫 골을 기록했다.
2014년 8월 14일 발표된 아시안 게임에 출전하는 U-23 대표팀 최종 엔트리에 이름을 올렸다.

## 경력 통계

### 국가대표팀 득점
| # | 경기일     | 경기장소                     | 상대팀 | 득점  | 결과  | 비고            |
| - | ---------- | ---------------------------- | ------ | ----- | ----- | --------------- |
| 1 | 2013/07/28 | 대한민국, 서울올림픽주경기장 | 일본   | 1 – 1 | 1 – 2 | 2013 동아시안컵 |

## 수상 내역

### 클럽

#### 경남 FC
- 리그컵 준우승 1회 (2011년)
- FA컵 준우승 1회 (2012년)

#### FC 서울
- FA컵 우승 1회 (2015년)
- FA컵 준우승 2회 (2014년, 2016년)
- AFC 챔피언스리그 준우승 1회 (2013년)
- K리그 클래식  우승 1회 (2016년)

#### 울산 HD
- K리그1  우승 2회 (2022년, 2024년)

### 국가대표팀
- 2014년 아시안 게임 금메달
- EAFF E-1 풋볼 챔피언십 우승 2회 (2017년, 2019년)